# Abierto Mexicano Telcel 2024
Abierto Mexicano Telcel 2024 presentado por HSBC byl tenisový turnaj hraný na mužském profesionálním okruhu ATP Tour v areálu Arena GNP Seguros. Třicátý první ročník Mexican Open probíhal mezi 26. únorem a 2. březnem 2024 v mexickém Acapulcu na dvorcích s tvrdým povrchem. Turnaj se konal i přes poškození areálu ničivým hurikánem Otis, který zasáhl oblast v říjnu 2023.
Turnaj dotovaný 2 377 565 dolary patřil do kategorie ATP Tour 500. Nejvýše nasazeným singlistou se stal šestý tenista světa Alexander Zverev z Německa. Jako poslední přímý účastník do dvouhry nastoupil japonský 62. hráč žebříčku Taró Daniel. V důsledku invaze Ruska na Ukrajinu na konci února 2022 řídící organizace tenisu ATP, WTA a ITF s grandslamy rozhodly, že ruští a běloruští tenisté mohli dále na okruzích startovat, ale do odvolání nikoli pod vlajkami Ruska a Běloruska.
Osmý singlový titul na okruhu ATP Tour, v šestnáctém kariérním finále, vybojoval Australan Alex de Minaur. Poprvé tak obhájil vítězství, a po rok starém acapulském triumfu si připsal druhou trofej z kategorie ATP 500. Čtyřhru ovládli Monačan Hugo Nys s Polákem Janem Zielińskim, kteří si odvezli čtvrtý společný titul.

## Rozdělení bodů a finančních odměn

### Rozdělení bodů
| Soutěž  | Soutěž      | vítězové | finalisté | semifinalisté | čtvrtfinalisté | 16 v kole | 32 v kole | Q  | Q2 | Q1 |
| ------- | ----------- | -------- | --------- | ------------- | -------------- | --------- | --------- | -- | -- | -- |
| dvouhra | [ 2 ] [ 6 ] | 500      | 330       | 200           | 100            | 50        | 0         | 25 | 13 | 0  |
| čtyřhra | [ 7 ]       | 500      | 300       | 180           | 90             | 0         | —         | 45 | 25 | 0  |

### Finanční odměny
| Soutěž                                | Soutěž      | vítězové  | finalisté | semifinalisté | čtvrtfinalisté | 16 v kole | 32 v kole | Q2      | Q1      |
| ------------------------------------- | ----------- | --------- | --------- | ------------- | -------------- | --------- | --------- | ------- | ------- |
| dvouhra                               | [ 2 ] [ 6 ] | 412 555 $ | 221 975 $ | 118 300 $     | 60 440 $       | 32 265 $  | 17 210 $  | 8 820 $ | 4 945 $ |
| čtyřhra                               | [ 7 ]       | 135 510 $ | 72 270 $  | 36 570 $      | 18 280 $       | 9 460 $   | —         | —       | —       |
| částky ve čtyřhře jsou uvedeny na pár |             |           |           |               |                |           |           |         |         |

## Mužská dvouhra

### Nasazení
| Stát                          | Hráč               | ATP | Nasazení |
| ----------------------------- | ------------------ | --- | -------- |
| Německo                       | Alexander Zverev   | 6.  | 1.       |
| Dánsko                        | Holger Rune        | 7.  | 2.       |
| Austrálie                     | Alex de Minaur     | 9.  | 3.       |
| USA                           | Taylor Fritz       | 10. | 4.       |
| Řecko                         | Stefanos Tsitsipas | 11. | 5.       |
| Norsko                        | Casper Ruud        | 12. | 6.       |
| USA                           | Tommy Paul         | 14. | 7.       |
| USA                           | Frances Tiafoe     | 15. | 8.       |
| Žebříček ATP k 19. únoru 2024 |                    |     |          |

### Jiné formy účasti
Následující hráči obdrželi divokou kartu do hlavní soutěže:
- Ernesto Escobedo
- Rodrigo Pacheco Méndez
- Diego Schwartzman

Následující hráči postoupili z kvalifikace:
- Térence Atmane
- Flavio Cobolli
- Aleksandar Kovacevic
- Michael Mmoh

Následující hráč postoupil z kvalifikace jako šťastný poražený: 
- Jošihito Nišioka

### Odhlášení
před zahájením turnaj
- Grigor Dimitrov → nahradil jej  Daniel Altmaier
- Laslo Djere → nahradil jej  Dušan Lajović
- Mackenzie McDonald → nahradil jej  Jack Draper
- Cameron Norrie → nahradil jej  Jošihito Nišioka

## Mužská čtyřhra

### Nasazení
| Stát                          | Hráč              | Stát               | Hráč          | ATP | Nasazení |
| ----------------------------- | ----------------- | ------------------ | ------------- | --- | -------- |
| Mexiko                        | Santiago González | Spojené království | Neal Skupski  | 17. | 1.       |
| Monako                        | Hugo Nys          | Polsko             | Jan Zieliński | 49. | 2.       |
| Austrálie                     | Rinky Hijikata    | Spojené království | Joe Salisbury | 60. | 3.       |
| Francie                       | Sadio Doumbia     | Francie            | Fabien Reboul | 69. | 4.       |
| Žebříček ATP k 19. únoru 2024 |                   |                    |               |     |          |

### Jiné formy účasti
Následující páry obdržely divokou kartu do hlavní soutěže:
- Guido Andreozzi /  Miguel Ángel Reyes-Varela
- Petros Tsitsipas /  Stefanos Tsitsipas

Následující pár postoupil z kvalifikace:
- Daniel Evans /  Henry Patten

Následující pár postoupil z kvalifikace jako šťastný poražený:
- Hans Hach Verdugo /  Luis David Martínez

### Odhlášení
před zahájením turnaje
- Laslo Djere /  Sebastian Ofner → nahradili je  William Blumberg /  Casper Ruud
- Rinky Hijikata /  Joe Salisbury → nahradili je  Hans Hach Verdugo /  Luis David Martínez
- Kevin Krawietz /  Tim Pütz → nahradili je  Romain Arneodo /  Sam Weissborn
- Mackenzie McDonald /  Ben Shelton → nahradili je  Gonzalo Escobar /  Oleksandr Nedověsov

## Přehled finále

### Mužská dvouhra
- Alex de Minaur vs.  Casper Ruud, 6–4, 6–4

### Mužská čtyřhra
- Hugo Nys /  Jan Zieliński vs.  Santiago González /  Neal Skupski, 6–3, 6–2